# ISpring Suite
iSpring Suite — работающий в интерфейсе Microsoft PowerPoint конструктор презентаций и курсов, используемых в электронном обучении.

## Технические особенности
Созданные курсы публикуются в формате HTML5, что позволяет отображать их как на настольных, так и на мобильных устройствах. Курсы совместимы со следующими стандартами систем управления обучением: SCORM (1.2 и 2004), Tin Can API, AICC и cmi5.

## История
В 2005 году компания CPS Labs выпустила первый продукт iSpring под торговой маркой Flashspring Pro. Это был простой конвертер из формата PowerPoint в формат Flash с бесплатной и коммерческой версиями. Совместимость создаваемых файлов с форматом SCORM стала доступна в следующей версии, Flashspring Ultra. В 2008 году название было изменено на iSpring Suite. Tекущая версия iSpring Suite 11 вышла в сентябре 2022 года.
Награды:
- Brandon Hall Group, категория Golden Award for Best Advance in Content Authoring Technology, 2016[3]
- Software and Information Industry Association[англ.], категория Best Authoring/Development Tool for Educators, 2017[4]
- Brandon Hall Group, категория Golden Award for Best Advance in Content Authoring Technology, 2018[5]

## Функциональность
В состав iSpring Suite входят несколько автономных инструментов, которые можно использовать как по отдельности, так и вместе:
- iSpring Converter Pro — превращает презентации PowerPoint в интерактивные курсы, сохраняя при этом медиафайлы, эффекты PowerPoint, анимацию, тригеры и переходы после преобразования.
- iSpring QuizMaker — редактор тестов и опросов, позволяет работать с аудио, видео и изображениями.
- iSpring Cam Pro — программа для записи скринкастов и создания видеотренигов, позволяет монтировать видео с разных дорожек, добавлять звук и дополнять видеоряд текстом или графикой.
- iSpring TalkMaster — симулятор диалогов для создания разветвленных сценариев разговоров с персонажами и звуковыми комментариями.
- iSpring Flip — редактор электронных книг.
- Библиотека контента — встроенная коллекция готовых шаблонов курсов, персонажей, локаций, значков и элементов управления.

Дополнительные компоненты, доступные в интерфейсе публикации: публикация PowerPoint-to-Video/YouTube (доступна отдельно как iSpring River) и облачная платформа хостинга и обмена iSpring Cloud.

## Достоинства и недостатки
Независимые обзоры чаще всего упоминают следующие достоинства и недостатки iSpring Suite:
Достоинства — простота в использовании, совместимость с PowerPoint, большое количество (14) интерактивностей, обширная библиотека контента, эстетичный дизайн шаблонов, возможность использования курсов на мобильных устройствах. Российские обозреватели также отмечают адаптированность библиотеки контента под российские реалии и сниженную цену на русскоязычную версию продукта (по сравнению с остальными языковыми версиями).
Недостатки — продукт не работает в операционной системе Mac OS, владельцам устройств производства Apple приходится устанавливать операционную систему Windows. Также отмечается нехватка возможностей по созданию технически сложных эффектов (программирование скриптов, вёрстка по принципу Pixel Perfect).

## Схожие программные продукты
- ActivePresenter[англ.]
- Articulate 360
- Adobe Captivate
- HelpXplain
- Lectora Inspire[англ.]